# 塞涅 (滨海夏朗德省)
塞涅（法語：Seigné，法語發音：[sɛɲe]）是法国滨海夏朗德省的一个市镇，位于该省东部，属于圣让当热利区。

## 地理
塞涅（45°57'6"N, 0°12'43"W）面积6.43 平方千米，位于法国新阿基坦大区滨海夏朗德省，该省份为法国西部滨海省份，北起旺代省，西临大西洋，南至吉倫特省，东南接多爾多涅省，东北接德塞夫勒省接壤，东临夏朗德省。
与塞涅接壤的市镇（或旧市镇、城区）包括：克雷塞、方丹沙朗德赖、勒日克、内雷、罗马济耶尔。

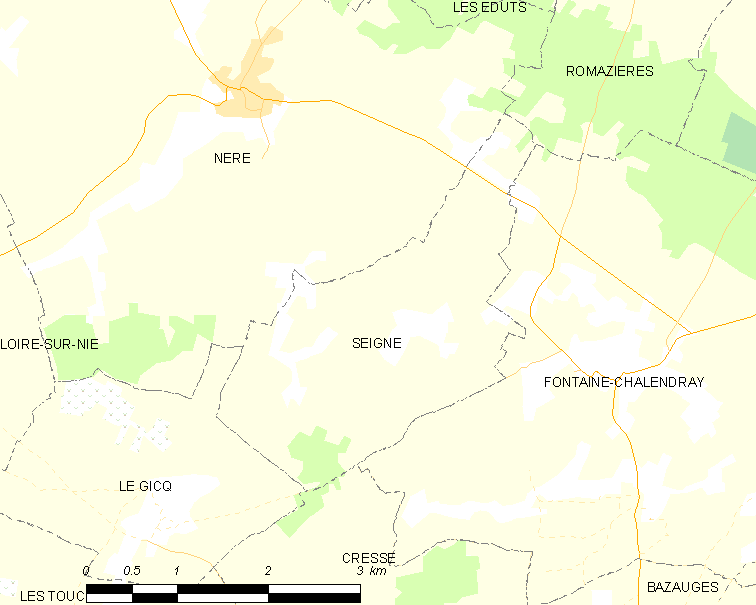
的OSM定位图

塞涅的时区为UTC+01:00、UTC+02:00（夏令时）。

## 行政
塞涅的邮政编码为17510，INSEE市镇编码为17422。

## 政治
塞涅所属的省级选区为马塔县。

## 人口

1962-2008年间人口变化图示

塞涅于2022年1月1日时的人口数量为91人。